# 银鸥
银鸥，又名銀鷗，是一種大型的海鷗，於北美洲、欧洲、澳洲和亚洲等地繁殖。牠會於冬天時向南遷徙。有些會永久居住於五大湖及北美洲的東岸。銀鷗在內陸的垃圾堆附近生活，有些則生活在城市中。

## 分類
銀鷗及小黑背鸥的分類很複雜，不同的學者分辨出2至8個物種。牠們圍繞北半球有著一個環物種。在這個環中的物種差別很小，而循環亦已完成。最後的成員就是銀鷗及小黑背鷗，牠們都是明顯的不同物種。
現時已知的有6個物種：
- 银鸥（Larus argentatus）
- 美國銀鷗（Larus smithsonianus）
- 里海鸥（Larus cachinnans）
- 黄脚银鸥（Larus michahelis）
- 织女银鸥（Larus vegae）
- 亞美尼亞鷗（Larus armenicus）

## 外觀
銀鷗可以再細分為西歐及斯堪的纳维亚種族。成年西歐銀鷗可以按其體型分辨，背部呈淡灰色及鳥喙有紅點。任何年齡的腳部都是粉紅色的。斯幹那維亞銀鷗則較大型及深色，在翼上有更多的白色。
北美洲的美國銀鷗與銀鷗相似，但牠們的雛鳥較為深色及較均勻的呈褐色。

## 習性
銀鷗就像其他鷗屬一樣是雜食性的，並會從垃圾堆中、田園上及海邊尋找食物，更會從千鳥或田鳧手中搶走食物。

## 繁衍
銀鷗一般會在陸地上或懸崖上生蛋，一般為三隻。牠們會保護這些蛋，而牠們的叫聲亦在北半球甚為聞名。

## 图集

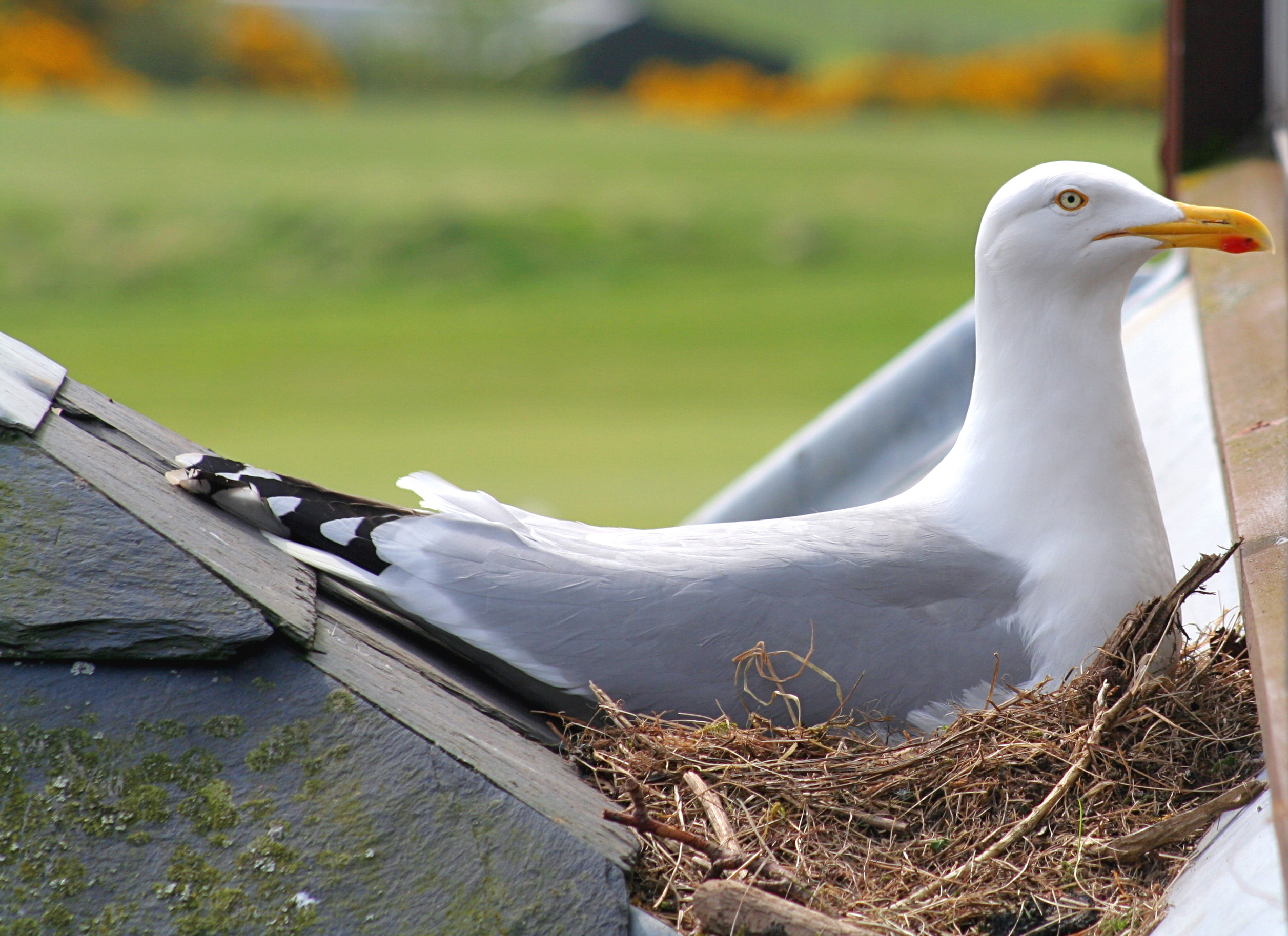
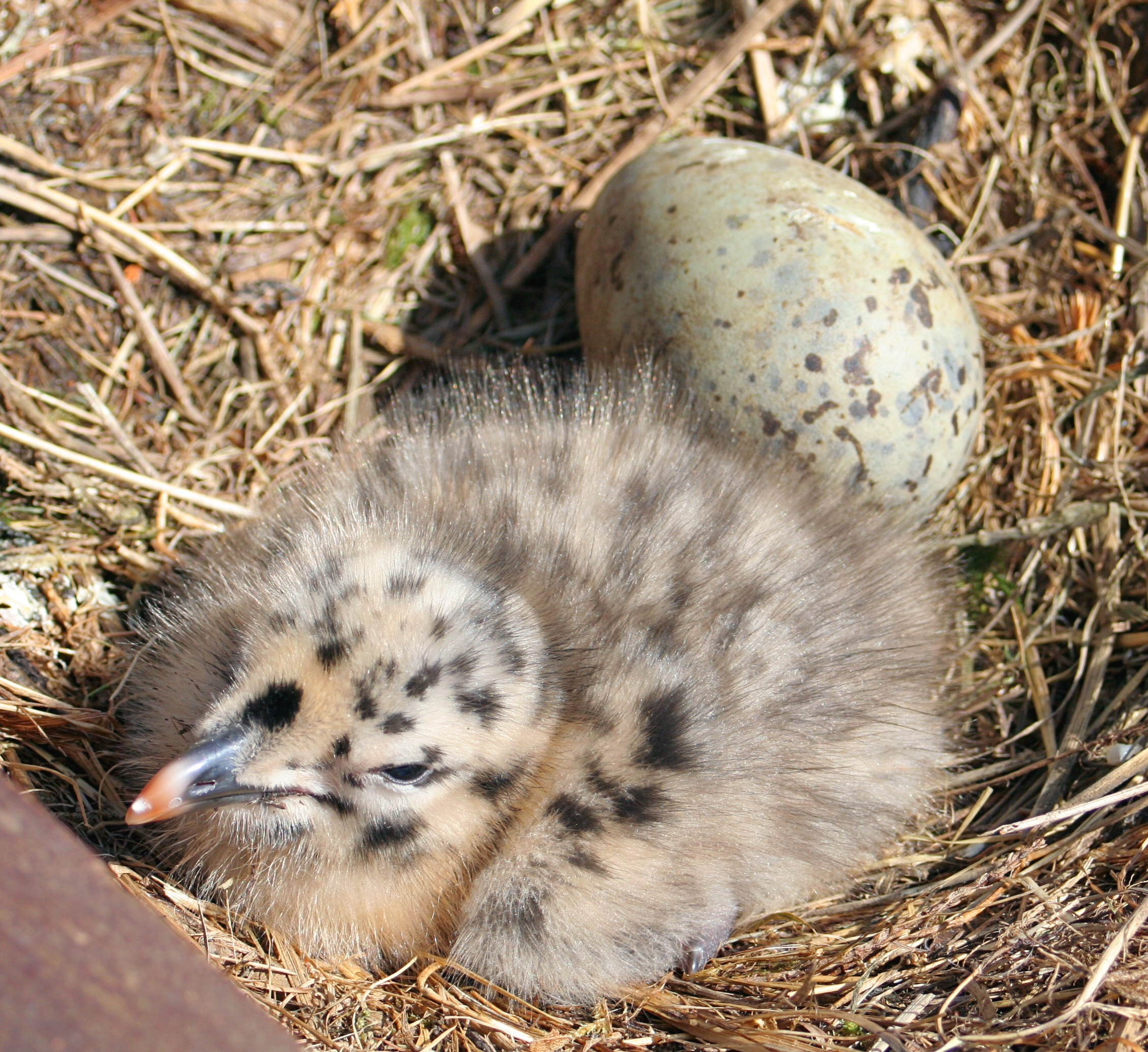
雏鸟
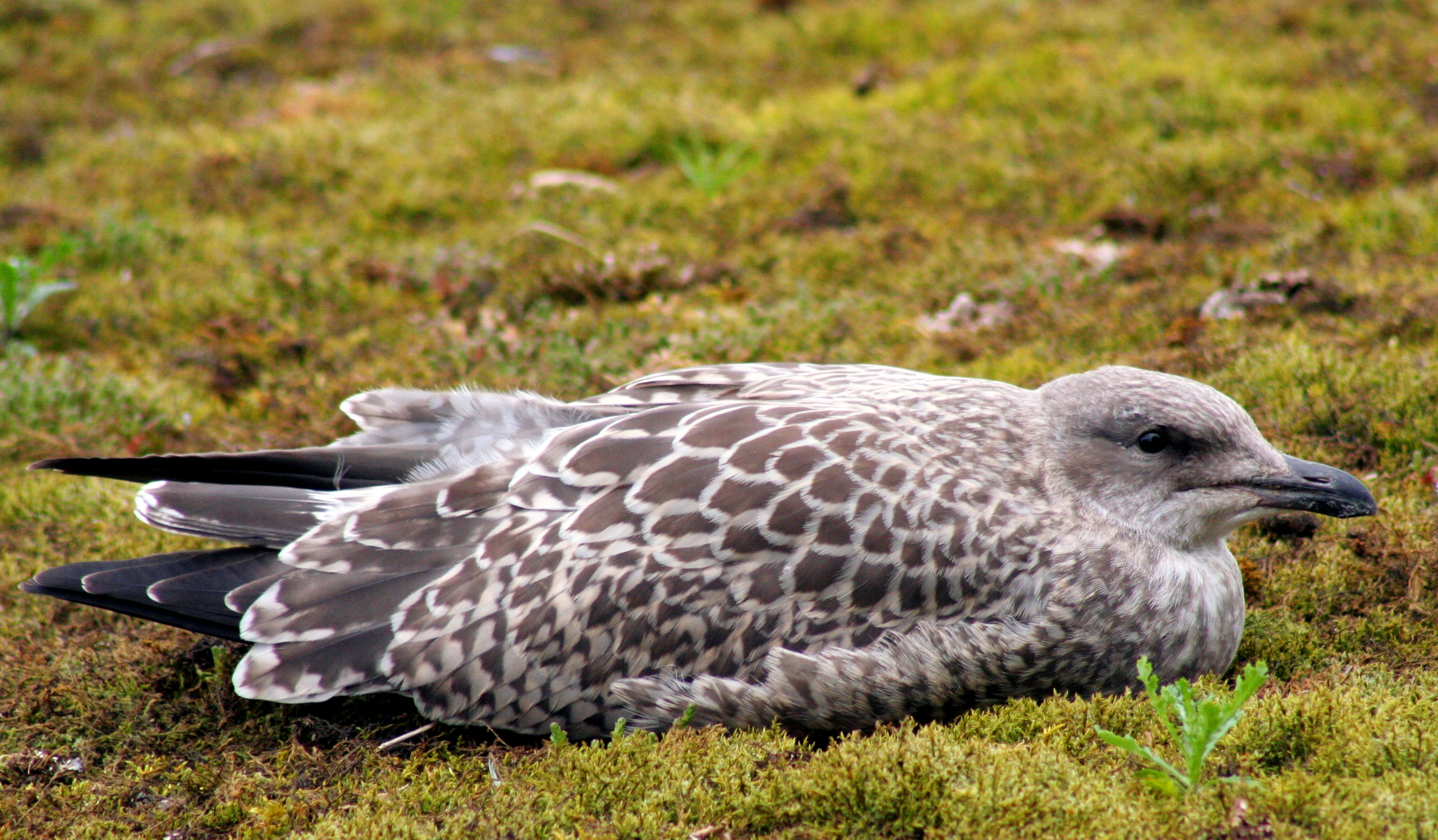
刚长出羽毛
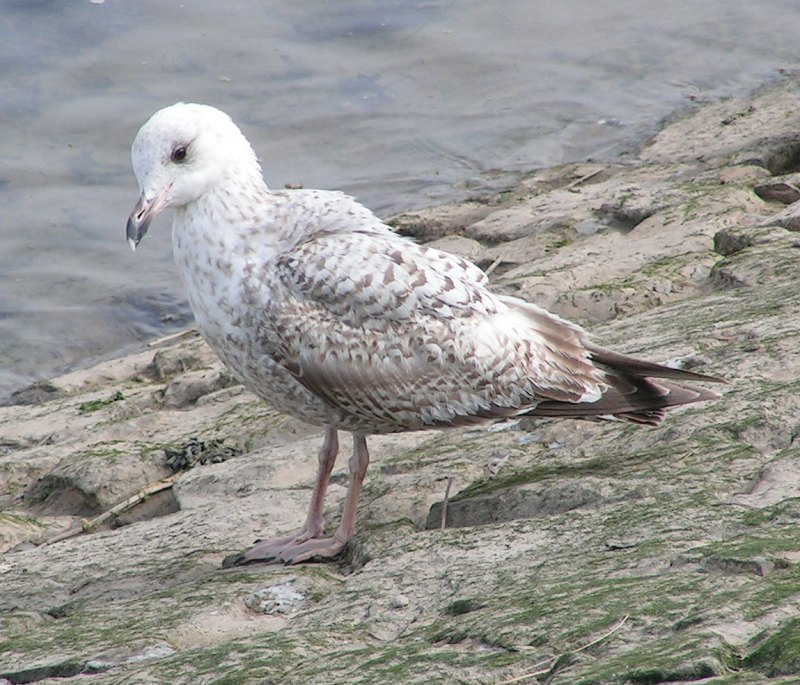
雛鳥
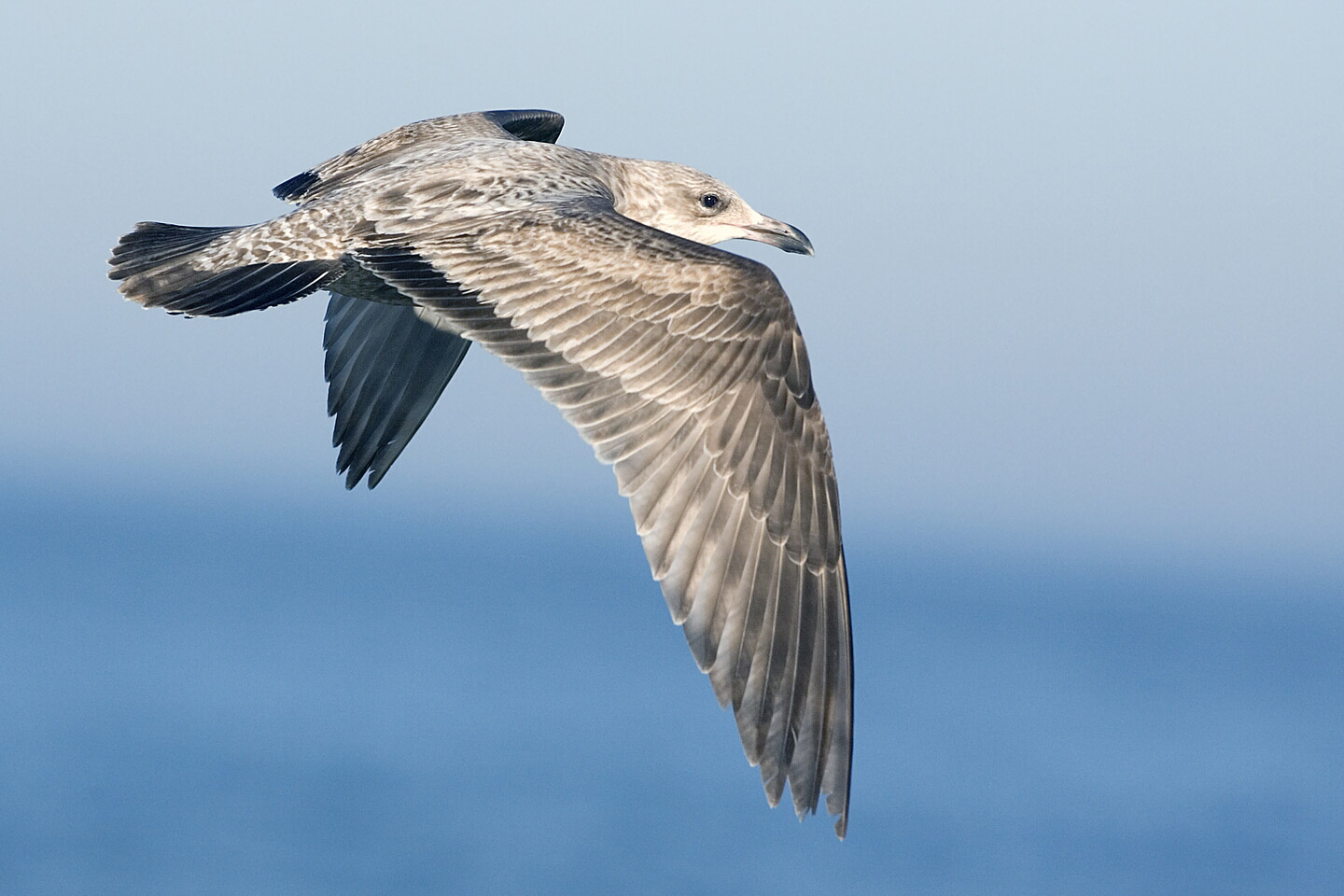
少年
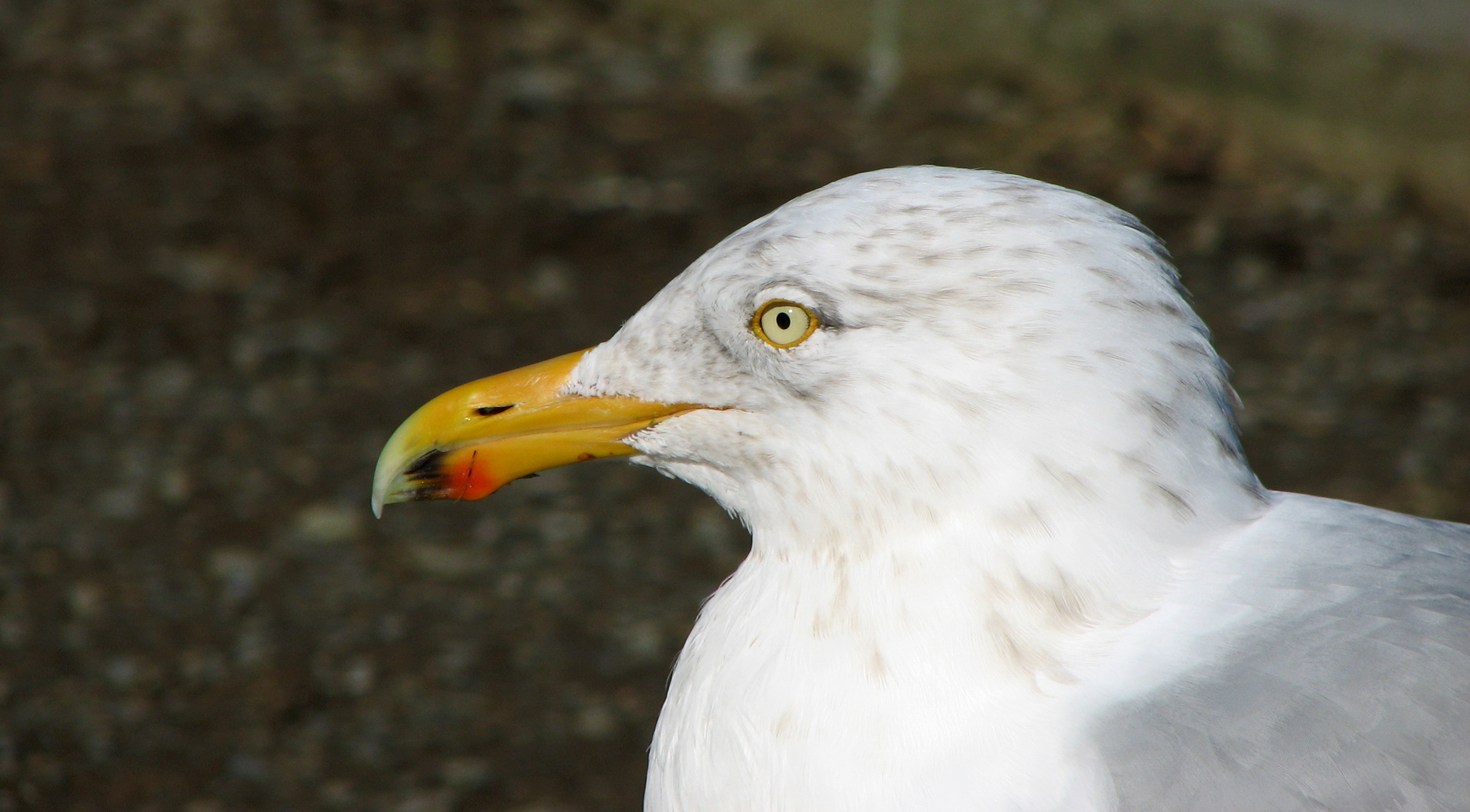
成鸟
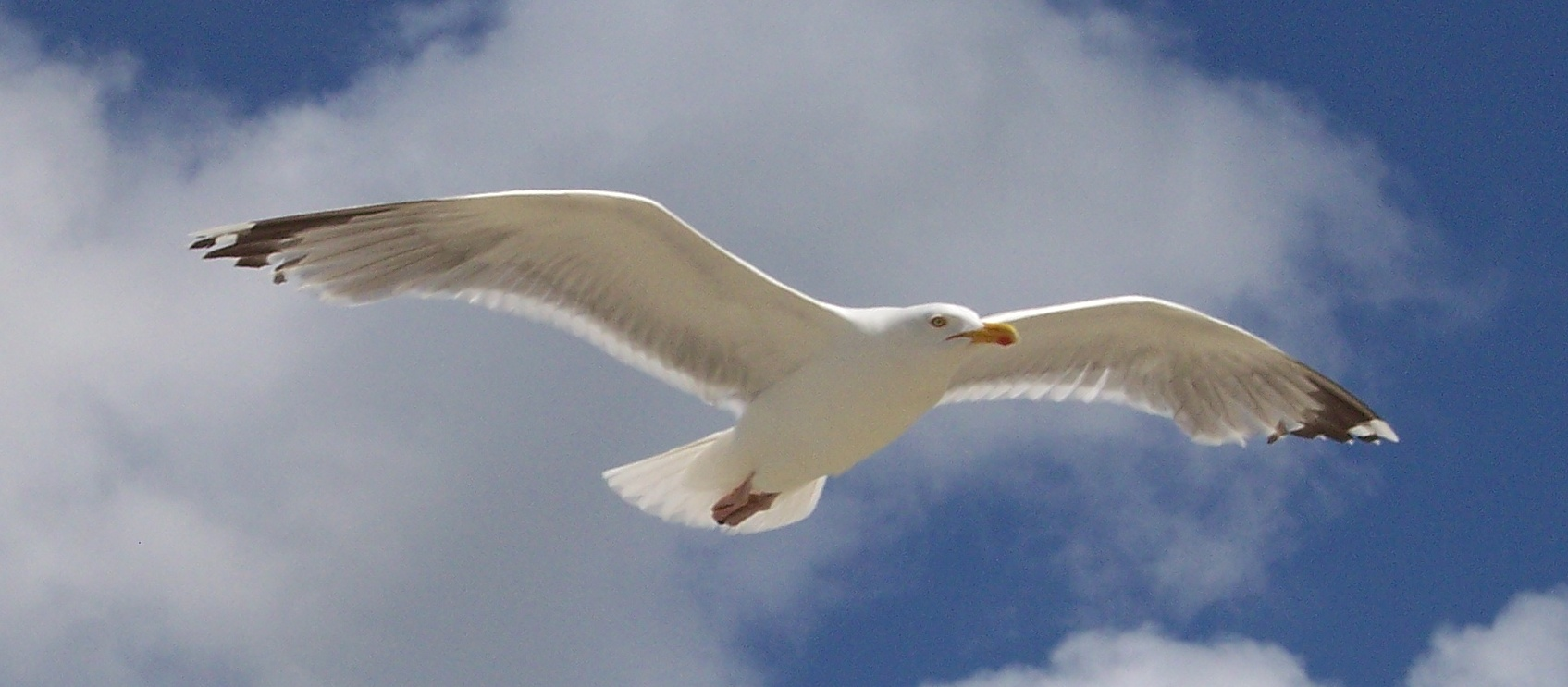
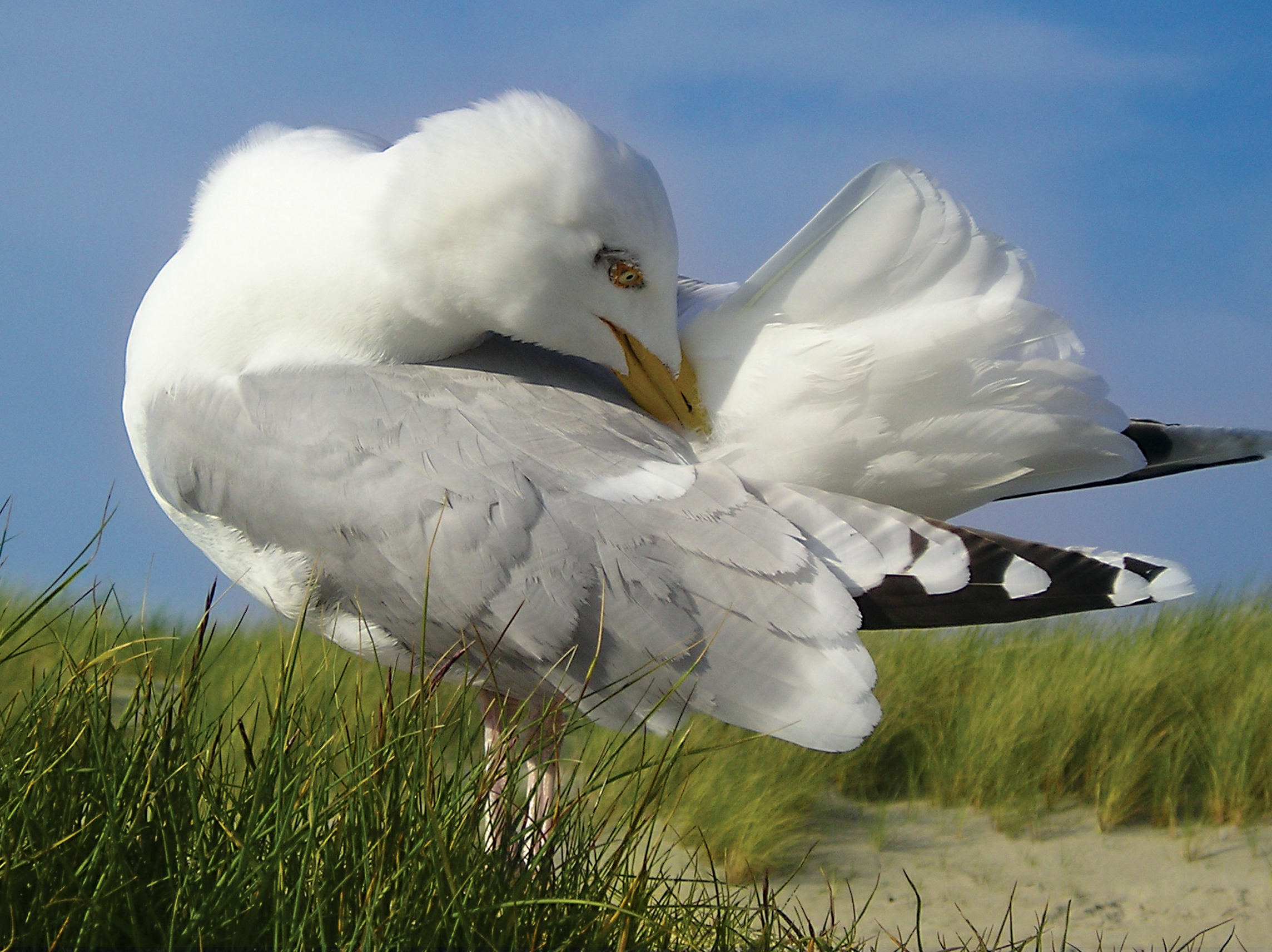
在清洁羽毛
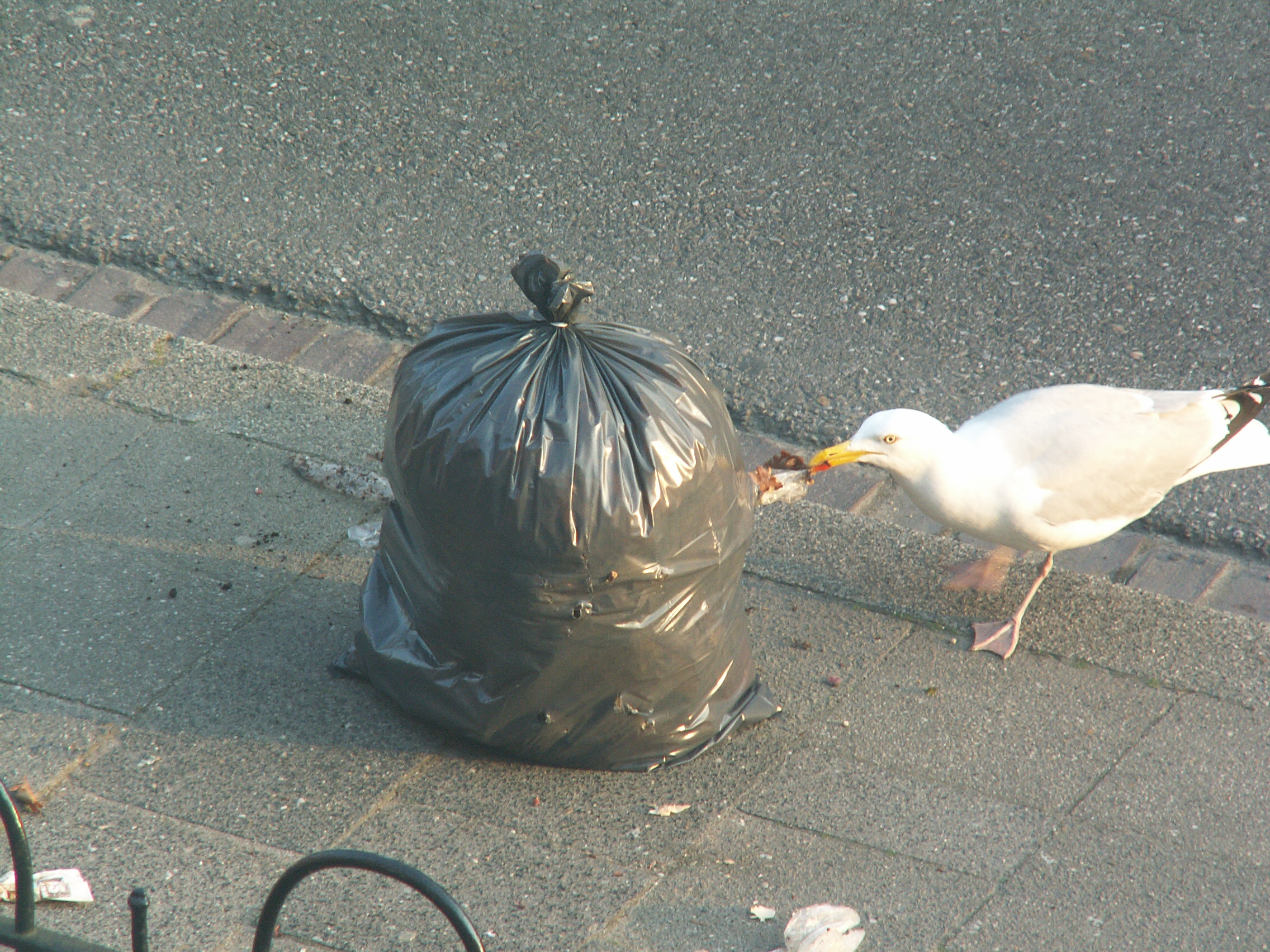
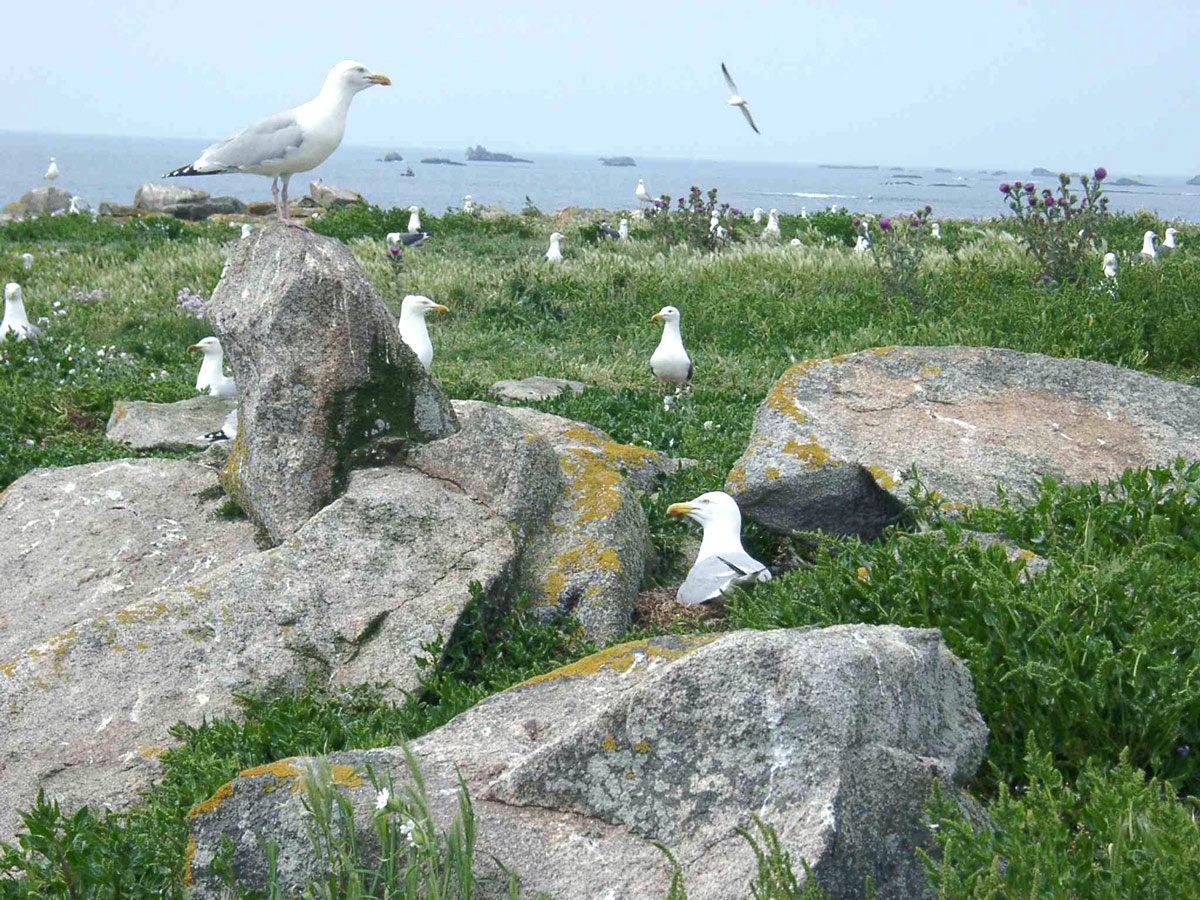
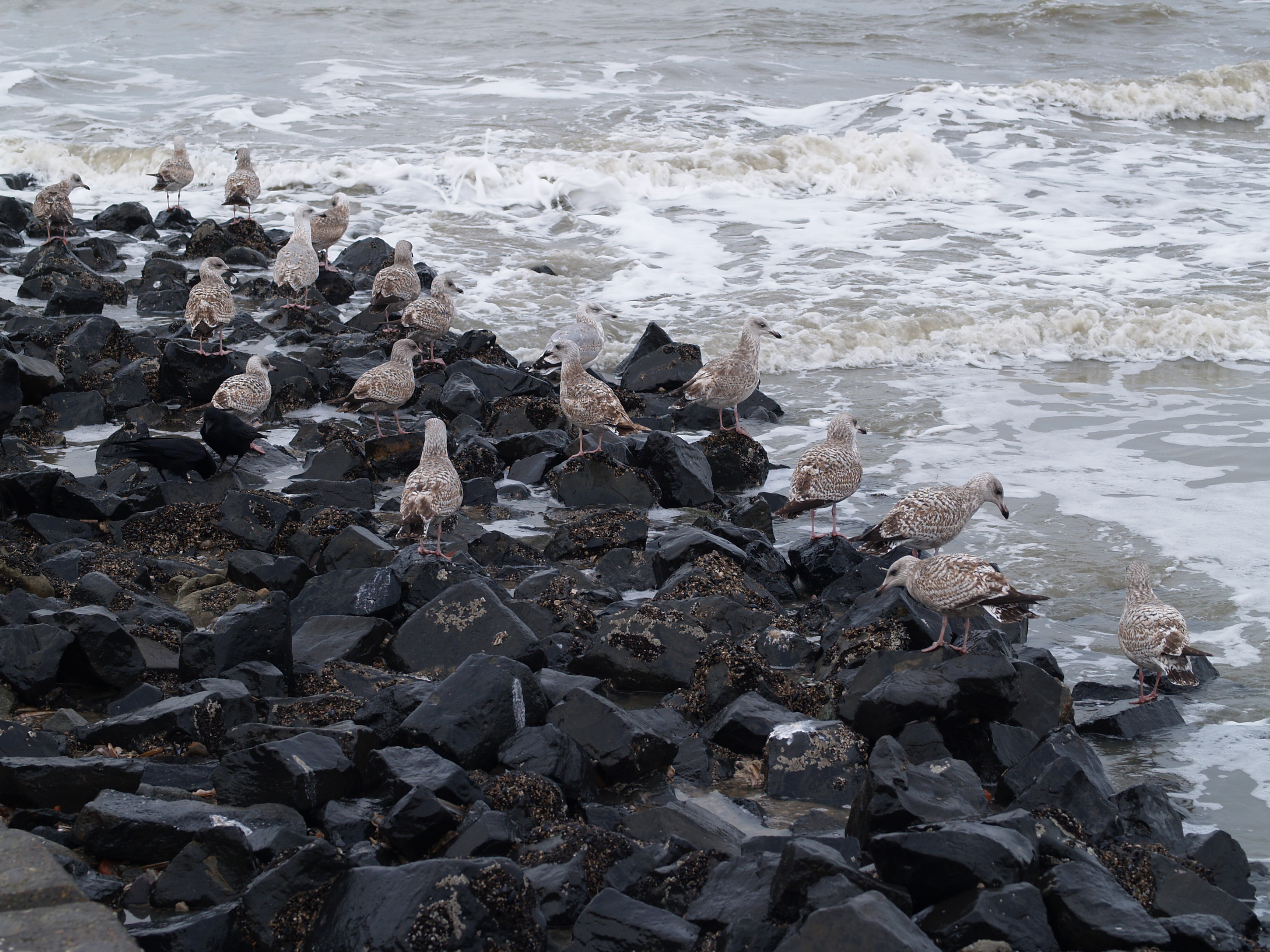
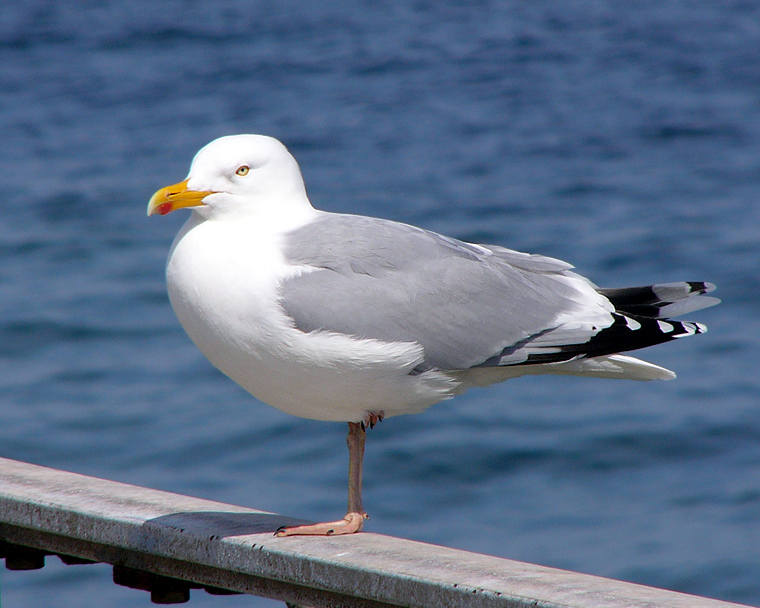
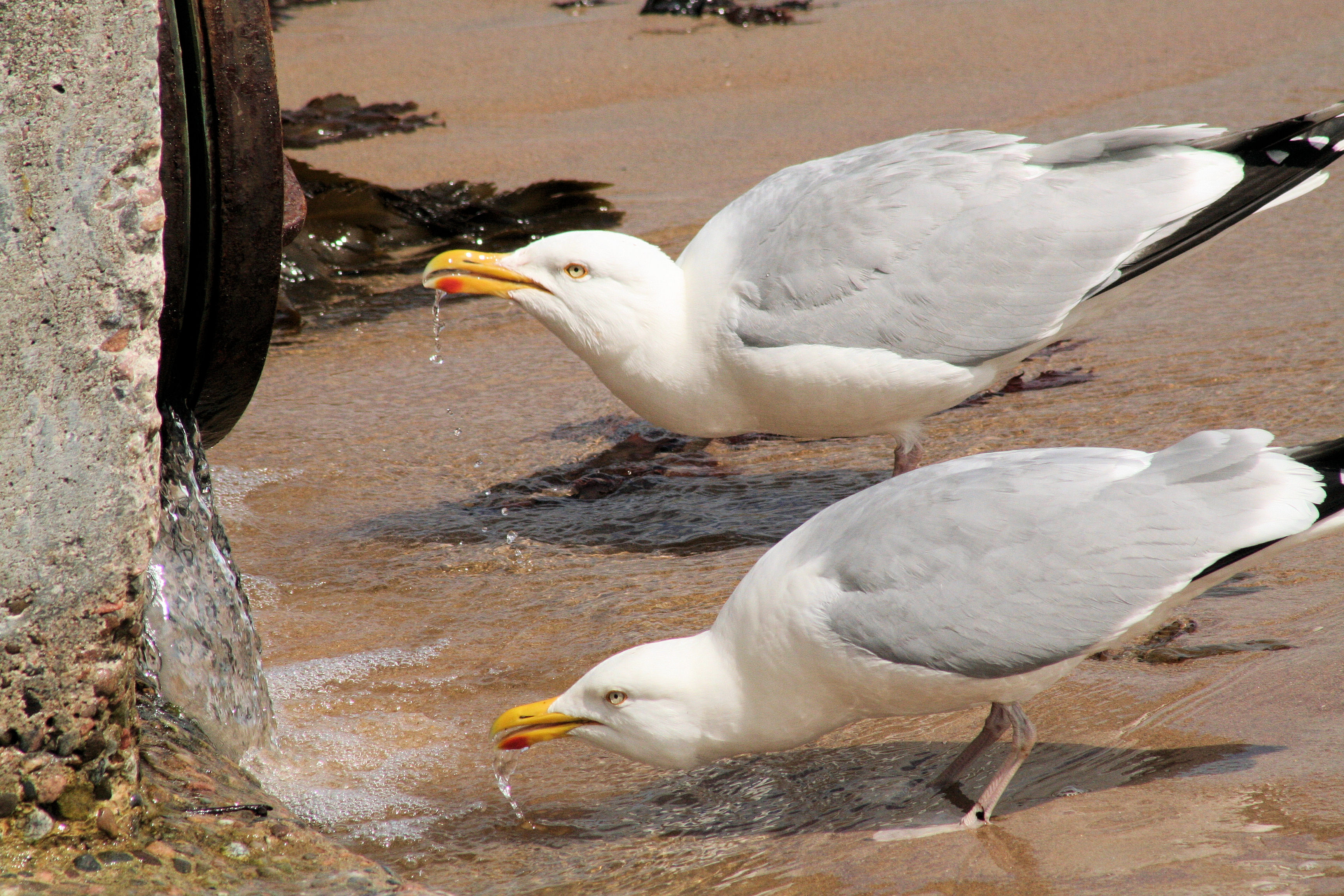
喝水
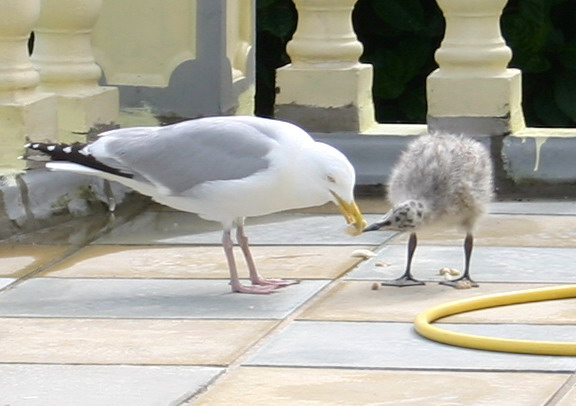
妈妈在喂她的幼子
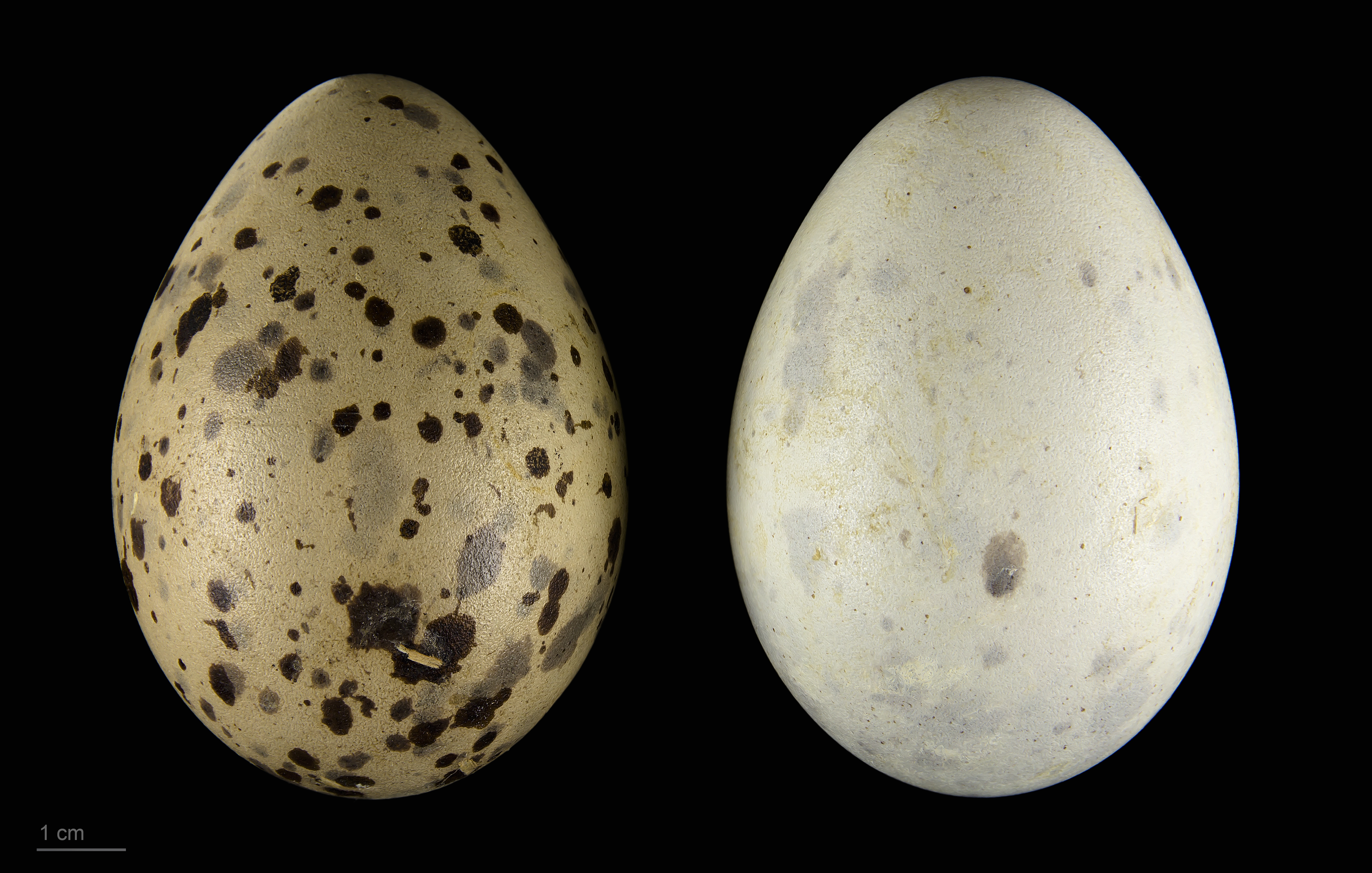
卵 Larus argentatus argenteus